# Havenbeveiliger
Een havenbeveiliger is een beveiligingsmedewerker die gespecialiseerd is in het werken in de haven.
Na de aanslagen van 11 september 2001 is er nieuwe internationale regelgeving met betrekking tot veiligheid in zeehavens en aan boord van schepen ingevoerd. Deze regelgeving, International Ship and Port Security-code (ISPS) genaamd, is per 1 juli 2004 wereldwijd in alle zeehavens ingevoerd. De doelstelling van de ISPS-code is om het beveiligingsniveau in zeehavens dusdanig te verhogen dat het vergelijkbaar is met de beveiliging op luchthavens. De verplichte maatregelen dringen automatisch mensen- en drugssmokkel en andere criminele activiteiten in het havengebied terug en verkleinen de kans op terroristische acties.

## Havenbeveiligingswet
In de Havenbeveiligingswet worden eisen gesteld aan personen die bij havenfaciliteiten beveiligingswerkzaamheden verrichten. Naast het diploma Beveiliger 2 stelt te Havenbeveiligingswet in artikel 14 lid 1 dat dergelijke beveiligers in het bezit dienen te zijn van een certificaat ten bewijze dat zij met goed gevolg een door Onze Minister erkende cursus voor de beveiliging van havenfaciliteiten hebben gevolgd (de opleiding Havenbeveiliging). De belangrijke aandachtspunten voor het beveiligingen van havenactiviteiten zijn:
- ISPS-code.
- Overige nationale en internationale beveiligingswetgeving.
- (Elektronische) beveiligingshulpmiddelen.
- Beveiligingsplannen inclusief het Port Facility Security Plan.
- Scheepvaart- en haventerminologie.
- Nood- en rampenplannen.
- Echtheid identiteitsdocumenten en ontduiken hulpmiddelen.
- Herkenning wapens en munitie.
- Communicatie en omgaan met agressie.
- Gevaarlijke stoffen en documenten.

## Werkzaamheden
Havenbeveiligers zijn o.a. verantwoordelijk voor de volgende werkzaamheden:
- gangway-wacht.
- beveiliging van (zee) haventerminals.
- zeevracht controle.
- controle van passagiers en onbeheerde bagage